# Centaurea melitensis

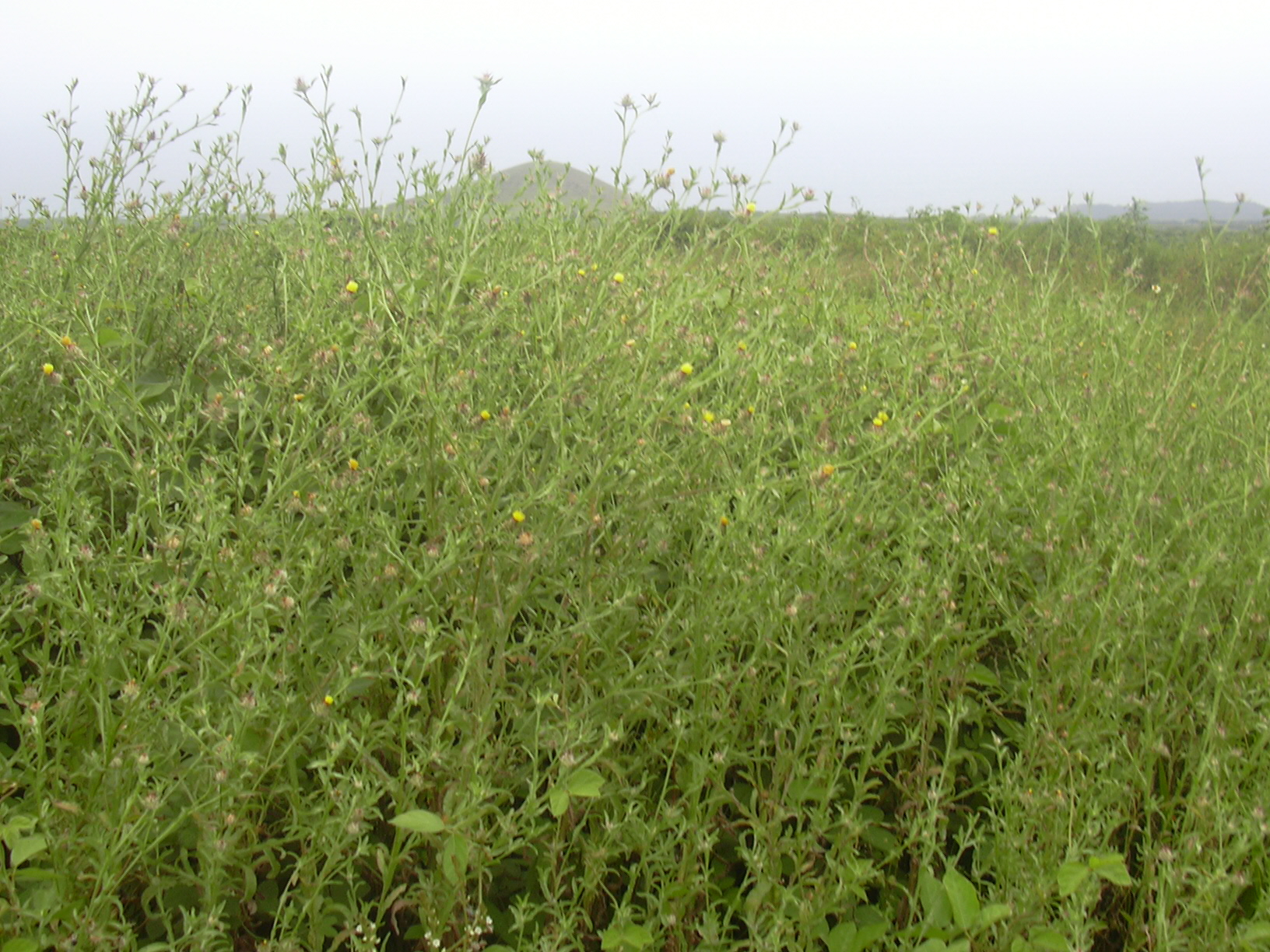
Prado de abrepuños.

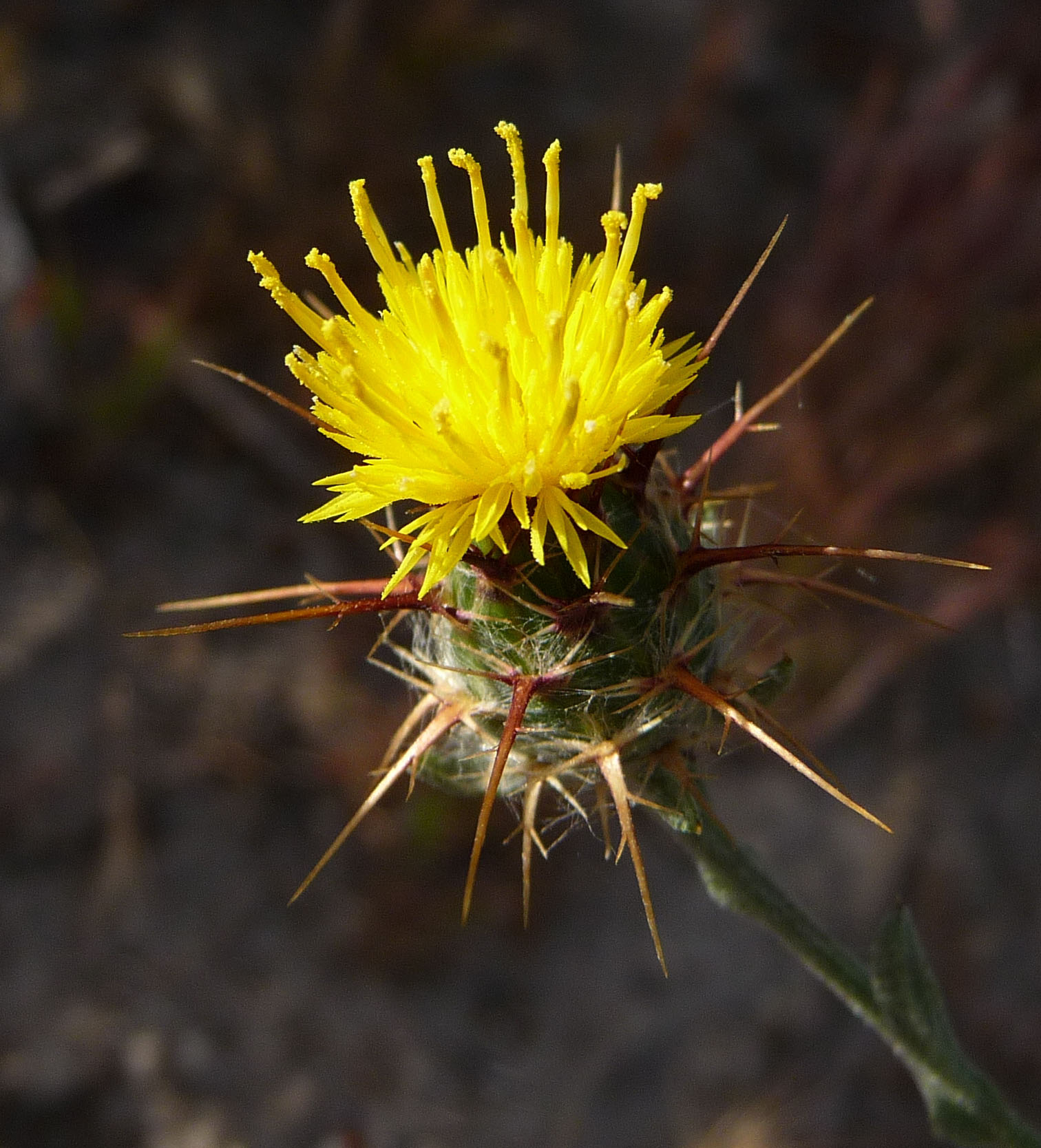
Vista de un capítulo en antesis.

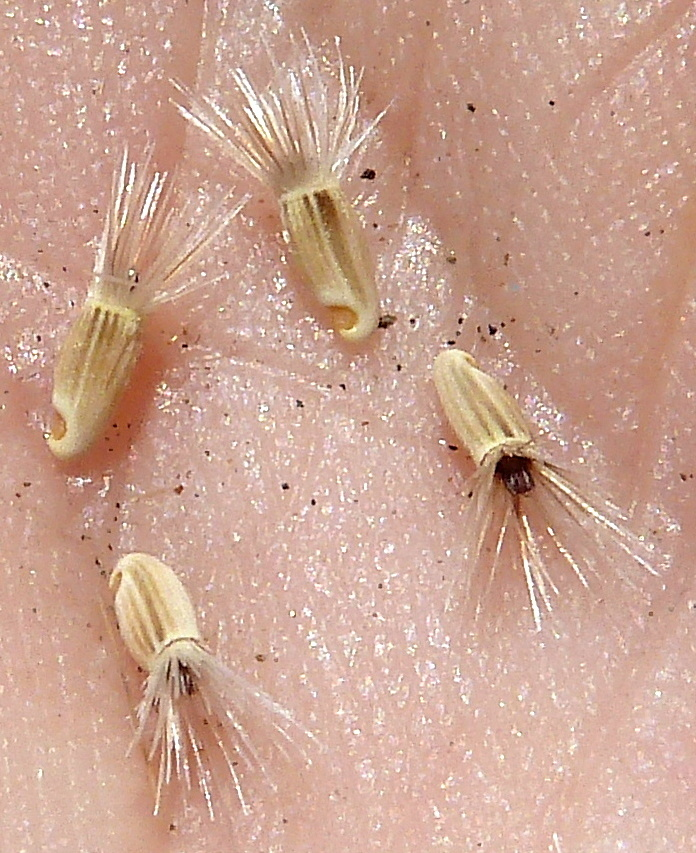
Cipselas con eleosoma.

Centaurea melitensis, comúnmente llamado abrepuños (vocablo compartido con otros taxones), es una especie de planta del género Centaurea, subgénero Solstitiaria -actualmente considerado como la sección Mesocentron del género Centaurea-, de la familia de las asteráceas.

## Descripción
Es una especie anual, de 10 a 100 cm de altura, con tallos ramificados superiormente, hojas con resinas, y espinas  tipo fillarias, alternas, las basales pecioladas con limbo sinuado y lobado o pinnado, las caulinares asentadas y linear lanceoladas. Las flores en capítulos discoideos, homógamos, solitarios o en grupos terminales.
Capítulos con involucro de brácteas aracnoideas; las externas y medias con un apéndice espinoso. Dicho apéndice posee una espina terminal y varios pares de espinas laterales. Los frutos son aquenios con un vilano escamoso casi tan largo como el aquenio y con eleosoma.

## Hábitat y distribución
Crece en pastizales y lugares abiertos algo nitrificados.
Es nativa de la región mediterránea de Europa, África del Norte y del Oeste y Macaronesia, aunque en esta última región es dudoso que sea realmente nativa.
Se introdujo a América del Norte en el siglo XVIII: la primera aparición documentada en California está en el adobe de un edificio construido en San Fernando en 1797. En esta región ha llegado a ser una plaga invasiva prácticamente imposible de erradicar en todo Estados Unidos. 
También está naturalizada en una serie de islas del Pacífico, y prácticamente en el mundo entero.

## Taxonomía
Centaurea melitensis fue descrita por Carolus Linnaeus y publicado en Species Plantarum, vol. 2, p.917, 1753
Etimología
- Centaurea: nombre genérico que procede del griego kentauros, hombres-caballo que conocían las propiedades de las plantas medicinales.

- melitensis: término topo-geográfico aludiendo a Melita, el apelativo antiguo de la isla de Malta, que es su locus typicus en la descripción original de Linné.

Citología
Tiene un número de cromosomas de 2n=24
Sinonimia
- Centaurea americana Spreng., nom. illeg.
- Centaurea apula Lam.
- Centaurea congesta Willd. ex DC.
- Centaurea glomerata Webb & Berthel., nom. illeg.
- Centaurea patibilcensis DC.
- Centaurea sessiliflora Lam.
- Centaurea reuteriana var. pinnatisecta Parsa
- Calcitrapa melitensis (L.) Dum.Cours.
- Calcitrapa conferta Moench
- Calcitrapa melitensis (L.) Soják
- Calcitrapa patibilcensis Kunth
- Cyanus melitensis Gaertn.[10]

## Nombres vernáculos
- Castellano: abre puños (2), abremanos, abrepuño, abrepuños (5), ardolla, arzolla (2), cardo de la arzolla, cardo escarolado (3), cardo escrolado, centaura menor, raíz de la arzolla, risillas de la suegra. Entre paréntesis, la frecuencia del vocablo en España.[11]
- En América (Sur de Estados Unidos y Cono Sur): tocalote, pero en Argentina y Uruguay se conoce también como abrepuño[12] y en Chile como zizaña.[13]